# Ељвана Ђата
Ељвана Ђата (алб. Elvana Gjata; Тирана, 3. фебруар 1987), позната само као Ељвана, албанска је кантауторка. Називају је „Дивом Албанске Музике”, а позната је по својој разноврсности у музици, извођењу и перформансима. Постала је позната у Албанији и другим територијама на којима се говори албански језик на Балкану, након што је објавила два студијска албума, Mamës (2007) и Afër dhe larg (2011). Такође је остварила успех бројним сингловима, као и два -ја — 3 (2018) и Çelu (2021). Добила је бројне награде, укључујући две Балканске музичке награде.

## Детињство и младост
Рођена је 3. фебруара 1987. године у Тирани. Ћерка је Фатмира и Донике Ђате, Албанаца католичке вероисповести. Њен отац је служио у Оружаним снагама Албаније више од две деценије. Мигена, њена старија сестра, такође је музичарка, а каријеру развија у Немачкој. Завршила је Универзитет уметности у Тирани у жељи да постане редитељка. Говорећи о својој младости, навела је да је одрасла у сиромашној, али срећној породици. Са 14 година је била на аудицији за албански талент-шоу и почела да се посвећује музици.

## Дискографија
- (2007)
- (2011)
- (2013)
- 3 (2018)
- (2021)